# Ilhéu da Viúva
Ilhéu da Viúva este o arie protejată (arie specială de conservare — SAC, sit de importanță comunitară — SCI) din Portugalia întinsă pe o suprafață de 1.709,71 ha, integral pe uscat.

## Localizare
Centrul sitului Ilhéu da Viúva este situat la coordonatele 32°48′25″N 16°51′50″W / 32.8069°N 16.8639°V.

## Înființare
Situl Ilhéu da Viúva a fost declarat sit de importanță comunitară în iunie 1995 pentru a proteja 5 specii de animale. Situl a fost protejat și ca arie specială de conservare în iulie 2009.

## Biodiversitate
Situată în ecoregiunile  și marină macaroneziană, aria protejată conține 3 habitate naturale: Faleze cu floră endemică de pe coastele macaroneziene, Tufărișuri termo-mediteraneene și de pre-deșert, Peșteri marine scufundate complet sau parțial.
La baza desemnării sitului se află mai multe specii protejate:
- păsări (2): Calonectris diomedea, chiră de baltă (Sterna hirundo)
- mamifere (2): foca-călugăr (Monachus monachus), delfin mare (Tursiops truncatus)
- reptile (1): Caretta caretta

Pe lângă speciile protejate, pe teritoriul sitului au mai fost identificate 6 specii de plante.